# A Rúa
A Rúa és un municipi del nord-est de la província d'Ourense, a Galícia. Pertany a la comarca de Valdeorras.

## Geografia
Limita al nord i oest amb Quiroga (província de Lugo), a l'est amb Vilamartín de Valdeorras i al sud amb Petín i Larouco.
La zona nord del terme municipal és muntanyosa, amb la serra d'Os Cabalos, els Montes de Cereixido i la serra d'A Enciña de Lastra. Els principals cims són: Lagoa Grande (1242 m), Pincheira (1139 m) i A Torrenta (1134 m). Cap al sud hi ha la vall del riu Sil, en el qual desemboquen diferents rius i rierols a l'embassament de San Martiño.
El seu clima està caracteritzat pels contrastos, al contrari que altres comarques gallegues, amb canvis dels 43 °C d'estiu als -7 °C a l'hivern (com mitjanes màximes de l'últim lustre).

## Subdivisions municipals
| CP    | Parròquia                          | Entitat de població | Població (2009) |
| ----- | ---------------------------------- | ------------------- | --------------- |
| 32350 | A Rúa de Valdeorras (Santo Estevo) | A Rúa de Valdeorras | 4.719           |
| 32357 | A Rúa de Valdeorras (Santo Estevo) | Somoza              | 53              |
| 32357 | San Xulián (San Xulián)            | San Xulián          | 17              |
| 32359 | Roblido (San Xoán)                 | Roblido             | 27              |

## Economia
Eminentment rural, A Rúa presenta unes condicionis òptimes per al cultiu d'una de les seves principals fonts econòmiques, el cultiu de la vinya i els seus vins, reconeguts a nivell internacional com un dels millors vins del món en les classes mencía i godello, dins la Denominació d'Origen Valdeorras.

## Comunicacions
A Rúa està ben comunicada amb la resta de Galícia i amb la Meseta. Els tres eixos viaris principals són la N-120 (Logronyo-Vigo), l'OU-636 i l'OU-536 cap a la capital provincial a 101 km per A Pobra de Trives i Castro Caldelas, i l'OU-533 que, per Viana do Bolo i A Gudiña, l'acosta a Portugal.
L'estació d'A Rúa-Petín, en la línia fèrria Lleó – la Corunya, ha estat sempre un baixador destacat dels d'entrada a Galícia i el seu entorn, es va generar un important creixement urbà, del que va néixer el barri on avui està la capital del municipi.